# 연체형
연체형이란 일본어의 용언에 둔 활용형의 하나이다. 일본어의 동사나 형용사 등은 어미변화를 일으키지만, 활용형이란, 학교문법에 둔 어형변화 후의 어형을 6개로 분류한 것이고, 연체형은 그 중의 하나고 4번째이다.
ex) A+N 형용사가 명사 꾸미기

## 정의
연체란「體言に連なる 체언에 이어지다」의 뜻이고, 명사 앞에서의 어형에 근거로 한다. 東條義門의『和語說略圖(일본어 설약도)』（1833년）에서 연체언으로 돈 이래의 명칭이다.
4단동사・ラ변동사는 ウ단음으로 되고 그 다른 활용은 1단활용을 제외하고 ウ단음+「る」로 끝난다. 또 형용사는「き」의 형을 취하고, 형용동사는 「なる・たる」의 형을 취한다. 연체형에 붙는 조사・조동사는「が」「に」「を」「なり（단정）」등 이고, 체언 자체에도 붙는 것이다. 이것은 현재「연체형＋の」로 나타내는 것이, 문어에서는 연체형으로만 나타낼 수 있기 때문이다.
또한 형용사에 「かる・しかる」가 있지만, 이것은「らむ」「らし」「めり」「べし」「まじ」에 접속하는 어형을 여기에서 분류했기 때문이다.
또 현대구어에서는 1단활용에 ウ단음은 失없어지고 エ다음 또는 イ단음으로 되고, 형용사는 「い」, 형용동사는 「な」로 취하고 있다.또한 동사・형용사의 종지형은 연체형에 통합된 것이지만, 형용동사만은 종지형과 다른어형으로 되고 있다.
| 문어     | 문어         | 문어     | 문어                    | 문어        | 구어         | 구어   | 구어     | 구어 | 구어 |
| 품사     | 활용의 종류  | 예시     | 어형                    | 어형        | 활용의 종류  | 예시   | 어형     | 어형 |      |
| 동사     | 4단활용      | 書く     | かく                    | -u          | 5단활용      | 書く   | かく     | -u   |      |
| 동사     | ラ행변격활용 | あり     | ある                    | -u          | 5단활용      | 書く   | かく     | -u   |      |
| 동사     | ナ행변격활용 | 死ぬ     | しぬる                  | -uる        | 5단활용      | 書く   | かく     | -u   |      |
| 동사     | 하1단활용    | 蹴る     | ける                    | -eる        | 5단활용      | 書く   | かく     | -u   |      |
| 동사     | 하2단활용    | 受く     | うくる                  | -uる        | 하1단활용    | 受ける | うける   | -eる |      |
| 동사     | 상1단활용    | 着る     | きる                    | -iる        | 상1단활용    | 起きる | おきる   | -iる |      |
| 동사     | 상2단활용    | 起く     | おくる                  | -uる        | 상1단활용    | 起きる | おきる   | -iる |      |
| 동사     | カ행변격활용 | 來       | くる                    | -uる        | カ행변격활용 | 來る   | くる     | -uる |      |
| 동사     | サ행변격활용 | す       | する                    | -uる        | サ행변격활용 | する   | する     | -uる |      |
| 형용사   | ク활용       | なし     | なき なかる             | き かる     |              | ない   | ない     | い   |      |
| 형용사   | シク활용     | 美し     | うつくしき うつくしかる | しき しかる |              | ない   | ない     | い   |      |
| 형용동사 | ナリ활용     | 靜かなり | しずかなる              | なる        |              | 靜かだ | しずかな | な   |      |
| 형용동사 | タリ활용     | 堂々たり | だうだうたる            | たる        |              | 靜かだ | しずかな | な   |      |

## 언어학에서 본 연체형
어형변화하는 단어에서 변화하지 않는 부분은 어간이라고 불리고, 거기에 부속하는 것에서 어형에 변화를 주고, 문법적의미 밖에 갖지 않는 것을 어미라 부른다. 형태론에서보다 일본어의 어형을 음소레벨까지 분해해서 생각하면 동사는 자음어간동사와 모음어간동사으로 나눌 수 있다. 자음어간동사는 4단동사・ラ변동사・ナ변동사를 말하고, kak-anai、kak-imas-u、kak-u…와 같이 로마자 분석하면 변화하지 않는 어간부분은 자음으로 끝나고 있다. 한편, 모음어간동사는 1단 동사・2단 동사이다.